# Zmarli w sierpniu 2024

## Sierpień 2024
- 31 sierpnia
  - Piotr Bała – polski informatyk, profesor[1]
  - Souleymane Bamba – iworyjski piłkarz i trener[2][3]
  - Mislav Bezmalinović – chorwacki piłkarz wodny, mistrz olimpijski (1988)[4][5]
  - Ryszard Białecki – polski lotnik, kwatermistrz i oficer aparatu politycznego, pułkownik SZ PRL[6]
  - Jerzy Grzegoszczyk – polski nauczyciel i samorządowiec, naczelnik (1982–1990) i wójt (1990–2010) gminy Mszana[7]
  - Eugeniusz Korczarowski – polski aktor[8]
  - Karl-Heinz Luck – niemiecki narciarz, kombinator norweski, medalista olimpijski (1972)[9]
- 30 sierpnia
  - Marian Biliński – polski samorządowiec i inżynier, burmistrz Olkusza (1990–1992), Honorowy Obywatel Olkusza[10]
  - Janusz Danecki – polski duchowny rzymskokatolicki, franciszkanin konwentualny, biskup pomocniczy archidiecezji Campo Grande w Brazylii (2015–2024)[11]
  - Fatman Scoop (właśc. Isaac Freeman III) – amerykański raper i producent muzyczny[12]
  - Michelle Fazzari – kanadyjska zapaśniczka, medalistka mistrzostw świata (2017)[13]
  - Daniela Hodrová – czeska powieściopisarka, eseistka i badaczka literatury[14]
  - Jerzy Klocek – polski wiolonczelista[15][16]
  - Kamila Kurowska – polska nauczycielka, posłanka na Sejm PRL IV i V kadencji (1965–1972), przewodnicząca Prezydium Wojewódzkiej Rady Narodowej w Ostrołęce (1982–1988)[17]
  - Danielle Moore – brytyjska wokalistka, członkini zespołu Crazy P[18]
  - Tuheitia Paki – nowozelandzki działacz społeczny, król Maorysów (2006–2024)[19]
  - Shridath Ramphal – gujański dyplomata i polityk, minister spraw zagranicznych (1972–1975), sekretarz generalny Wspólnoty Narodów (1975–1990)[20]
  - Oswaldo Ramos Soto(inne języki) – honduraski polityk i prawnik, prezes SN(inne języki) (1990–1992), kandydat na prezydenta (1993(inne języki))[21]
  - Simone Roganti(inne języki) – włoski kolarz szosowy[22]
  - Robertas Žulpa – litewski pływak, mistrz olimpijski (1980) i Europy (1981, 1983), wicemistrz świata (1982)[23]
- 29 sierpnia
  - Josef Bartončík(inne języki) – czeski polityk, parlamentarzysta, przewodniczący KDU-ČSL (1989–1990)[24]
  - Kurt Bendlin – niemiecki lekkoatleta, wieloboista, medalista olimpijski (1968)[25]
  - Johnny Gaudreau – amerykański hokeista[26]
  - Javier Gómez-Navarro – hiszpański przedsiębiorca i polityk, minister handlu i turystyki (1993–1996)[27]
  - Mihaela Peneș – rumuńska lekkoatletka, oszczepniczka, mistrzyni olimpijska (1964)[28]
  - Hieronim Szczegóła – polski historyk, profesor, rektor WSP w Zielonej Górze (1971–1975, 1981–1984, 1986–1999)[29]
  - Jean-Charles Tacchella – francuski reżyser i scenarzysta filmowy[30]
  - Pilar Marie Victoria – portorykańska siatkarka[31]
- 28 sierpnia
  - Adolf Antrich(inne języki) – austriacki piłkarz[32]
  - Andreas Dückstein – austriacki szachista, mistrz międzynarodowy[33]
  - Iryna Glibko(inne języki) – ukraińska piłkarka ręczna[34]
  - Michael Pak Jeong-il – koreański duchowny rzymskokatolicki, biskup diecezji Jeonju (1982–1988) i Masan (1988–2002)[35]
  - Michał Powolny – polski lekarz ginekolog, profesor[36]
  - Grzegorz Tomys – polski samorządowiec i działacz środowisk kresowian, starosta świebodziński (1999–2002)[37]
- 27 sierpnia
  - Bob Carr(inne języki) – amerykański polityk i prawnik, członek Izby Reprezentantów (1983–1995)[38][39]
  - Jerzy Fidler – polski producent filmowy i kierownik produkcji[40]
  - Kazuko Ito-Yamaizumi(inne języki) – japońska tenisistka stołowa, mistrzyni świata (1959, 1961, 1963)[41]
  - Juan Izquierdo – urugwajski piłkarz[42]
  - Charlotte Kretschmann – niemiecka superstulatka, najstarsza w historii osoba mieszkająca w Niemczech[43][44]
  - Richard MacPhail(inne języki) – brytyjski muzyk rockowy, menadżer tras koncertowych zespołu Genesis[45]
  - Maria Podbielkowska – polska botaniczka, dr hab., autorka podręczników[46]
  - Rena Rolska – polska piosenkarka, aktorka estradowa, działaczka ZASP[47]
- 26 sierpnia
  - Nabil al-Arabi – egipski prawnik, dyplomata, polityk, minister spraw zagranicznych (2011), przewodniczący Ligi Państw Arabskich (2011–2016), sędzia MTS (2001–2006)[48]
  - Sean Blosl – amerykański gitarzysta, członek grupy Sanctuary[49]
  - Dominique Bulamatari – kongijski duchowny rzymskokatolicki, biskup pomocniczy Kinszasy (1999–2009), biskup Molegbe (2009–2023)[50]
  - Sven-Göran Eriksson – szwedzki piłkarz, trener[51][52]
  - Sid Eudy – amerykański wrestler[53]
  - Alexander Goehr – brytyjski kompozytor[54]
  - Nojim Maiyegun – nigeryjski bokser, medalista olimpijski (1964)[55]
  - Ołeksij Meś(inne języki) – ukraiński pilot wojskowy, podpułkownik[56]
- 25 sierpnia
  - Salim al-Huss – libański polityk, premier (1976–1980, 1987–1990, 1998–2000) i prezydent Libanu (1988–1989)[57]
  - Adam Jankowski – polski lekarz pediatra, profesor[58]
  - Zbigniew Kwieciński – polski pedagog i socjolog wychowania, profesor, członek rzeczywisty PAN[59]
  - Maciej Orlik – polski strzelec sportowy, olimpijczyk (1976)[60]
  - Julian Ortega – hiszpański aktor[61]
  - Eugeniusz Trybuch – polski działacz partyjny i sportowy, wicewojewoda siedlecki (1987–1990)[62]
- 24 sierpnia
  - Zbigniew Bagiński – polski kompozytor, pedagog, profesor[63]
  - Christoph Daum – niemiecki piłkarz, trener[64]
  - Karel Heřmánek(inne języki) – czeski aktor[65]
  - Christos Janaras(inne języki) – grecki filozof i teolog prawosławny[66]
  - Siegfried Lorenz(inne języki) – niemiecki śpiewak operowy, baryton[67][68]
  - Oleg Mamałyga – radziecki i rosyjski inżynier wojskowy, główny konstruktor systemu rakietowego Iskander[69][70]
  - George Rhoden – jamajski lekkoatleta, sprinter, dwukrotny mistrz olimpijski (1952)[71]
  - Dieter Schinzel – niemiecki polityk, poseł do Bundestagu (1972–1976) i Parlamentu Europejskiego (1979–1994)[72]
  - Michel Siffre – francuski geolog i grotołaz[73][74]
- 23 sierpnia
  - Ottaviano Del Turco – włoski działacz związkowy i polityk, minister finansów (2000–2001), deputowany (1994–1996), senator (1996–2004), poseł do PE (2004–2005), prezydent Abruzji (2005–2008)[75]
  - Trude Dybendahl – norweska biegaczka narciarska, mistrzyni świata (1991), medalistka olimpijska (1988, 1992, 1994)[76]
  - Danuta Hamera – polska pianistka[77]
  - Peter Lundgren – szwedzki tenisista i trener[78]
  - Russell Malone(inne języki) – amerykański gitarzysta jazzowy[79]
  - Predrag Matić – chorwacki polityk i wojskowy, minister ds. weteranów (2011–2016), parlamentarzysta (2015–2019), poseł do PE (2019–2024)[80]
  - Christian Obi – nigeryjski piłkarz i trener[81]
  - Wojciech Paszkowski – polski lektor, aktor dubbingowy, teatralny, musicalowy i filmowy oraz reżyser polskiego dubbingu[82][83][84]
  - Catherine Ribeiro(inne języki) – francuska piosenkarka[85]
  - Rafał Wrześniak – polski piłkarz[86]
- 22 sierpnia
  - Faruk al-Kaddumi – palestyński działacz polityczny, sekretarz generalny Komitetu Centralnego Fatahu (2004–2009)[87]
  - Andrzej Miklas – polski samorządowiec, wójt gminy Koźminek (1994–2018), radny powiatu kaliskiego (2018–2024)[88]
  - Catherine Ribeiro(inne języki) – francuska piosenkarka i aktorka[89]
  - Galina Strielcowa – rosyjska historyczka filozofii[90]
  - Małgorzata Winiarczyk-Kossakowska – polska politolog, nauczyciel akademicki, posłanka na Sejm II i IV kadencji[91]
- 21 sierpnia
  - John Amos – amerykański aktor[92]
  - Rolf Bækkelund(inne języki) – norweski skrzypek i dyrygent[93]
  - Henryk Blaszka – polski żeglarz, wicemistrz świata (1982), olimpijczyk (1988)[94][95]
  - Gösta Eriksson – szwedzki wioślarz, wicemistrz olimpijski (1956)[96]
  - Paquito García(inne języki) – hiszpański piłkarz[97]
  - Bill Pascrell – amerykański polityk, członek Izby Reprezentantów (1997–2024)[98]
  - Witalij Tokczinakow – rosyjski zapaśnik, mistrz Europy (1974)[99]
  - Vesla Vetlesen – norweska działaczka społeczna, pisarka i polityk, minister rozwoju międzynarodowego (1986–1988)[100]
  - Hans Weiner – niemiecki piłkarz[101]
- 20 sierpnia
  - Al Attles – amerykański koszykarz, trener[102]
  - Edward Kazimierski – polski działacz sportowy[103][104][105][106][107]
  - Józef Maroszek – polski historyk i regionalista, specjalista historii nowożytnej, prof. dr hab.[108]
  - Humberto Maschio – argentyńsko-włoski piłkarz[109]
  - Ramiro Moliner Inglés – hiszpański duchowny rzymskokatolicki, arcybiskup, dyplomata, nuncjusz apostolski[110]
  - Rafael Eleuterio Rey – argentyński duchowny rzymskokatolicki, biskup diecezji Zárate-Campana (1991–2006)[111]
  - Atsuko Tanaka(inne języki) – japońska seiyū (aktorka głosowa)[112]
  - Czesława Żuławska – polska prawniczka, cywilistka, profesor, sędzia Sądu Najwyższego (1991–1999)[113]
- 19 sierpnia
  - Maria Branyas Morera – hiszpańska superstulatka, najstarsza żyjąca osoba na świecie od 17 stycznia 2023 r.[114]
  - Mike Lynch – brytyjski przedsiębiorca, miliarder[115][116]
  - Mirosław Jastrzębski – polski kompozytor, muzyk[117]
  - Günter Topmann – niemiecki polityk i policjant, poseł do Parlamentu Europejskiego II kadencji (1984–1994)[118]
  - Wojciech Ziętara – polski ekonomista, profesor[119]
- 18 sierpnia
  - Ronald Borchers – niemiecki piłkarz, trener[120]
  - Boris Bystrow – rosyjski aktor[121]
  - Alain Delon – francuski aktor[122][123][124][125][126]
  - Phil Donahue(inne języki) – amerykański dziennikarz, gospodarz The Phil Donahue Show(inne języki) (1969–1996)[127]
  - Joonas Ikonen – fiński skoczek narciarski, mistrz świata juniorów (2005)[128]
  - Tadeusz Lewowicki – polski pedagog, profesor[129]
  - Piotr Madeja – polski samorządowiec i inżynier elektryk, prezydent Siemianowic Śląskich (1990–1994)[130]
  - Toussaint Natama – burkiński piłkarz[131]
  - Franciszek Smuda – polski piłkarz, trener[132]
  - Dušan Šinigoj – słoweński polityk i nauczyciel, przewodniczący Rady Wykonawczej (premier) Socjalistycznej Republiki Słowenii (1984–1990)[133]
- 17 sierpnia
  - Ludwik Bielawski – polski etnomuzykolog, profesor[134]
  - Justyna Burska – polska pływaczka, trenerka i instruktorka[135]
  - Pierre Cartier(inne języki) – francuski matematyk, profesor[136]
  - Bogusław Danielewski – polski aktor i reżyser teatralny[137]
  - Helen Fisher – amerykańska antropolożka i psycholożka, profesor[138]
  - Jörg Freunschlag – austriacki inżynier, polityk, samorządowiec[139]
  - Max Hengel – luksemburski polityk i samorządowiec, burmistrz Wormeldange (2017–2020, 2023–2024), członek Izby Deputowanych (2022–2024)[140]
  - Jewgienij Miszyn – rosyjski kulturysta, trójboista siłowy, trener, aktor[141]
  - Zhou Guangzhao(inne języki) – chiński fizyk, profesor, przewodniczący Chińskiej Akademii Nauk (1987–1997)[142]
  - Lech Walasek – polski lekarz, nefrolog[143]
  - Daniel Zadworny – polski samorządowiec, wójt gminy Dywity (2018–2024)[144]
- 16 sierpnia
  - Afa Anoaʻi Sr. – samoański wrestler, menedżer wrestlingowy, trener[145]
  - Álvaro Monjardino(inne języki) – portugalski prawnik i polityk, przewodniczący Zgromadzenia Legislacyjnego Azorów (1976–1978, 1979–1984)[146]
  - Domingo Pérez – urugwajski piłkarz[147]
  - Tore Ylwizaker – norweski muzyk rockowy, gitarzysta i klawiszowiec zespołu Ulver[148]
- 15 sierpnia
  - Zdzisław Adamczyk – polski historyk literatury, profesor[149]
  - John Aprea – amerykański aktor, komik i producent filmowy[150]
  - Lars Björn(inne języki) – szwedzki hokeista[151]
  - Tomasz Ciecierski – polski malarz[152]
  - Ivair Ferreira – brazylijski piłkarz[153]
  - Siarhiej Kalakin – białoruski inżynier, polityk, lider Białoruskiej Partii Lewicy „Sprawiedliwy Świat”[154]
  - Imre Komora – węgierski piłkarz, trener[155]
  - Louis Mermaz – francuski historyk, polityk, przewodniczący Zgromadzenia Narodowego (1981–1986), minister rolnictwa (1990–1992)[156]
  - Agnes Katsuko Sasagawa – japońska zakonnica i wizjonerka, świadek objawień maryjnych w Akita w latach 1973–1981[157]
  - Andrzej Strąk – polski poeta, scenarzysta[158][159]
- 14 sierpnia
  - Charles Blackwell – angielski aranżer, producent muzyczny i autor tekstów[160]
  - Hermann Haken – niemiecki fizyk, profesor, laureat Medalu Maxa Plancka (1990)[161]
  - Georges Korm – libański ekonomista, prawnik, historyk, polityk, minister finansów (1998–2000)[162]
  - Takayuki Kubota – japoński sōke, twórca stylu karate Gōsoku-ryū, wynalazca kubotanu[163]
  - Delbar Nazari(inne języki) – afgańska działaczka społeczna i polityczna, minister ds. kobiet (2015–2021)[164]
  - Gena Rowlands – amerykańska aktorka[165]
  - Milan Špinka – czechosłowacki żużlowiec, sędzia i trener sportu żużlowego[166]
  - Tadeusz Trębacz – polski regionalista, działacz kulturalny i publicysta[167]
  - Aleksandr Uszakow – radziecki i rosyjski biathlonista, trener, mistrz świata (1970, 1974, 1978)[168]
  - Vladimír Vavřínek – czeski historyk i bizantynolog[169]
  - Stefan Warczak – polski inżynier i działacz państwowy, wicewojewoda bydgoski (1979–1981)[170]
  - Henryk Wróbel – polski piłkarz i trener[171]
  - Adam Zażembłowski – polski samorządowiec, burmistrz Pucka (1999–2006), przewodniczący rady powiatu puckiego (2024)[172]
- 13 sierpnia
  - Ranko Bugarski – serbski językoznawca, profesor[173]
  - Marco Diz – argentyński dziennikarz, producent[174]
  - Sergio Donati(inne języki) – włoski scenarzysta filmowy[175]
  - Włodzimierz Ilnicki – polski brydżysta, arcymistrz[176]
  - Greg Kihn(inne języki) – amerykański muzyk rockowy, wokalista i gitarzysta zespołu The Greg Kihn Band[177]
  - Maureen Mwanawasa(inne języki) – zambijska prawniczka, żona Levy’ego Mwanawasy, pierwsza dama Zambii (2002–2008)[178]
  - Frank Selvy – amerykański koszykarz[179]
  - Mieczysław Strzałka – polski gimnastyk, olimpijczyk (1972)[180]
  - Cletus Wotorson – liberyjski polityk, przewodniczący pro tempore Senatu (2009–2012), kandydat na prezydenta (1997)[181]
- 12 sierpnia
  - Ramiro Blacutt – boliwijski piłkarz, trener[182]
  - Jerzy Czerwiński – polski fizyk, nauczyciel, polityk, samorządowiec, poseł na Sejm IV kadencji, senator IX i X kadencji, radny Sejmiku Województwa Opolskiego III, IV i VII kadencji[183][184][185][186][187]
  - Antônio Delfim Netto – brazylijski ekonomista, polityk, minister finansów (1967–1974), minister planowania (1979–1985)[188]
  - Kim Kahana(inne języki) – amerykański kaskader i aktor filmowy[189]
  - Richard Lugner – austriacki przedsiębiorca, kandydat na urząd prezydenta (1998, 2016)[190]
  - Harold Meltzer(inne języki) – amerykański kompozytor[191]
  - Wiktor Miszyn – rosyjski działacz Komsomołu, polityk, deputowany do Rady Najwyższej ZSRR (1984–1989)[192]
  - Christof Nel(inne języki) – niemiecki reżyser teatralny[193]
  - Maria Osterwa-Czekaj – polska dziennikarka, działaczka społeczna[194]
  - Zajd ar-Rifa’i – jordański dyplomata, polityk, premier Jordanii (1973–1976, 1985–1989)[195]
  - Fritz Schmidt(inne języki) – niemiecki hokeista na trawie, mistrz olimpijski (1972)[196]
- 11 sierpnia
  - Daniela Larreal(inne języki) – kolumbijska kolarka[197][198]
  - Richard Rogler(inne języki) – niemiecki artysta kabaretowy[199]
  - Annick de Souzenelle(inne języki) – francuska pisarka[200]
  - Talos(inne języki) (Eoin French) – irlandzki piosenkarz[201]
  - Noël Treanor – irlandzki duchowny rzymskokatolicki, dyplomata, biskup diecezji Down-Connor (2008–2022), nuncjusz apostolski przy UE (2022–2024)[202]
- 10 sierpnia
  - Celestina Casapietra(inne języki) – włoska śpiewaczka operowa, sopranistka[203][204]
  - Rudolf Jelínek(inne języki) – czeski aktor[205]
  - Peggy Moffitt(inne języki) – amerykańska aktorka i modelka[206]
  - Izabela Mrzygłocka – polska polityk, ekonomistka i działaczka samorządowa, posłanka na Sejm V, VI, VII, VIII, IX i X (2005–2024)[207]
  - Wanda Thun – polska działaczka konspiracji niepodległościowej w czasie II wojny światowej, uczestniczka powstania warszawskiego[208]
  - Galina Zybina – rosyjska lekkoatletka, kulomiotka, dyskobolka, mistrzyni olimpijska (1952), rekordzistka świata[209]
- 9 sierpnia
  - Charles R. Cross – amerykański dziennikarz i krytyk muzyczny[210]
  - Mieczysław Kaca – polski dziennikarz prasowy, redaktor naczelny „Tygodnika Radomskiego”[211][212]
  - Feliks Niedziółka – polski piłkarz[213]
  - Susan Wojcicki – amerykańska ekonomistka, bizneswoman, była CEO YouTube[214].
- 8 sierpnia
  - Stefan Witold Alexandrowicz – polski geolog, profesor, członek czynny PAU[215]
  - Issa Hayatou – kameruński piłkarz, działacz sportowy, prezydent CAF (1988–2017), p.o. przewodniczącego FIFA (2015–2016), członek MKOl (2001–2017), brat Sadou Hayatou[216]
  - Tomasz Lisowicz – polski kolarz szosowy, mistrz Polski (2008)[217]
  - Mário Clemente Neto – brazylijski duchowny rzymskokatolicki, biskup prałat Tefé (1982–2000)[218]
  - Ewa Krasińska – polska tłumaczka literatury anglojęzycznej[219]
  - Małgorzata Ostrowska – polska polityk, posłanka na Sejm II, III, IV i V kadencji (1993–2007), wiceminister skarbu (2002–2003), wiceminister gospodarki (2005)[220][221]
  - Bruce Pirnie(inne języki) – kanadyjski lekkoatleta, kulomiot, olimpijczyk (1972, 1976), mistrz Igrzysk Panamerykańskich (1975)[222]
  - Andrzej Pol – polski inżynier, nauczyciel i samorządowiec, prezydent Piotrkowa Trybunalskiego (1996–2002)[223]
  - Jorge Rodríguez – meksykański piłkarz, medalista Pucharu Konfederacji (1995), uczestnik mistrzostw świata (1994)[224]
  - Steve Symms(inne języki) – amerykański polityk, członek Izby Reprezentantów (1973–1981), senator (1981–1993)[225]
- 7 sierpnia
  - Michaił Czlenow – rosyjski etnograf, orientalista i hebraista, profesor[226]
  - Jerzy Gołubowicz – polski inżynier, nauczyciel akademicki, polityk, samorządowiec, prezydent Zabrza (2002–2006), prawomocnie skazany za zabójstwo[227][228][229]
  - Patrice Laffont – francuski aktor i prezenter telewizyjny[230]
  - Uno Lõhmus(inne języki) – estoński prawnik, sędzia ETPC (1994–1998) i TS (2004–2013), prezes SN Estonii (1998–2024)[231]
  - Pedro Marset Campos – hiszpański lekarz psychiatra, polityk, poseł do PE IV i V kadencji (1994–2004)[232]
  - Jon McBride – amerykański pilot wojskowy, inżynier, astronauta (STS-41G)[233]
  - Antoni Pierzchała – polski dyplomata, ambasador PRL w Libanie i Jordanii (1974–1976), Egipcie i Sudanie (1979–1984) oraz PRL i RP Australii (1987–1992)[234][235]
  - Marie-Josée Roig – francuska samorządowiec, polityk, mer Awinionu (1995–2014), minister rodziny (2004)[236]
  - Jack Russell(inne języki) – amerykański muzyk rockowy, wokalista zespołu Great White[237]
  - Władlen Wierieszczetin – rosyjski prawnik, profesor, sędzia MTS (1995–2006)[238]
- 6 sierpnia
  - James Bjorken(inne języki) – amerykański fizyk teoretyczny, profesor[239]
  - Connie Chiume(inne języki) – południowoafrykańska aktorka[240]
  - Patrick Ebosele Ekpu – nigeryjski duchowny rzymskokatolicki, arcybiskup beniński (1994–2006)[241]
  - Zdzisław Ludwin – polski samorządowiec i urzędnik, wicewojewoda częstochowski (1992–1994), wiceprezydent Częstochowy (2002–2009)[242]
  - Waldemar Marszałek – polski motorowodniak, samorządowiec[243][244][245][246][247]
  - Mercedes Pomares(inne języki) – kubańska siatkarka, mistrzyni świata (1978)[248]
- 5 sierpnia
  - Adílio (właśc. Adílio de Oliveira Gonçalves) – brazylijski piłkarz[249]
  - Alicja Hornostaj – polska kostiumolog, scenografka i kostiumografka[250]
  - Wiaczesław Iwanow – rosyjski wioślarz, mistrz olimpijski (1956, 1960, 1964) i świata (1962)[251][252]
  - Sérgio Gonçalves Lopes – brazylijski piłkarz[253]
  - Jurij Skobow – rosyjski biegacz narciarski, mistrz olimpijski (1972), wicemistrz świata (1974)[254]
  - Wojciech Topiński – polski ekonomista, prezes ZUS (1990–1991)[255][256]
  - Barbara Ważyńska – polska chemiczka, inżynier, dr hab., prof. nadzw. Uniwersytetu Radomskiego[257]
  - Patti Yasutake(inne języki) – amerykańska aktorka[258]
- 4 sierpnia
  - Nicodème Anani Barrigah-Benissan – togijski duchowny rzymskokatolicki, arcybiskup metropolita Lomé (2019–2024)[259]
  - Charles Cyphers – amerykański aktor[260]
  - Mark Edward – amerykański mentalista, pisarz, konsultant programów telewizyjnych[261]
  - Alvin Goldman(inne języki) – amerykański filozof, profesor[262]
  - Miguel Ángel Gómez Martínez(inne języki) – hiszpański dyrygent i kompozytor[263]
  - Jerzy Karpiński – polski reżyser i montażysta filmowy[264]
  - Juan Ramón Martínez – salwadorski piłkarz[265]
  - Władysław Rozwadowski – polski prawnik, romanista, profesor, samorządowiec, dziekan WPiA UAM (1990–1993), radny Sejmiku Województwa Wielkopolskiego I kadencji (1998–2002)[266]
  - Wojciech Skrzydlewski – polski medioznawca, pedagog, profesor UAM[267]
  - Jeremy Strong – brytyjski pisarz[268][269]
  - Tsung-Dao Lee – amerykański fizyk pochodzenia chińskiego, profesor, laureat Nagrody Nobla (1957)[270]
- 3 sierpnia
  - Ryszard Czajkowski – polski geofizyk, dziennikarz, operator filmowy, publicysta, podróżnik[271]
  - Salvatore Giannone – włoski lekkoatleta, sprinter, mistrz uniwersjady (1959), olimpijczyk (1960)[272]
  - Endre Gyulay – węgierski duchowny rzymskokatolicki, biskup segedyńsko-csanádzki (1987–2006)[273]
  - Yamini Krishnamurthy – indyjska tancerka[274]
  - Michał Majewski – polski fizyk, dr hab., prof nadzw. UŁ[275]
  - Antônio Meneses(inne języki) – brazylijski wiolonczelista, wykładowca akademicki[276]
  - Jan Roman Słonka – polski jubiler, metaloplastyk, rzeźbiarz i malarz[277]
  - Marian Tokarski – polski samorządowiec, starosta biłgorajski w latach 2010–2017[278]
- 2 sierpnia
  - Tommy Cassidy – północnoirlandzki piłkarz, trener[279]
  - John Clegg – brytyjski aktor[280][281]
  - Abdulai Conteh(inne języki) – sierraleoński i belizeński prawnik, polityk, wiceprezydent Sierra Leone(inne języki) (1991–1992), prezes Sądu Najwyższego Belize(inne języki) (2000–2010)[282]
  - Andrzej Jaworski – polski naukowiec, prof. dr hab. nauk leśnych[283][284]
- 1 sierpnia
  - Krzysztof Banaszyk – polski aktor[285][286]
  - Dilmo Franco de Campos – brazylijski duchowny rzymskokatolicki, biskup pomocniczy Anápolis (2019–2024)[287]
  - Peter Kraus(inne języki) – niemiecki hokeista na trawie, mistrz olimpijski (1972)[288]
  - Zdeněk Prokeš – czeski piłkarz[289]
  - Barbara Sowa – polska działaczka konspiracji niepodległościowej w czasie II wojny światowej, uczestniczka powstania warszawskiego[290][291]
  - Zenon Uryga – polski literaturoznawca i dydaktyk, prof. dr hab., rektor Wyższej Szkoły Pedagogicznej im. KEN w Krakowie (1990–1993)[292]